# Carolin Tahhan Fachakh
Pour les articles homonymes, voir Tahhan.
Carolin Tahhan Fachakh, appelée sœur Carol, née le 9 août 1971 à Alep, est une religieuse syrienne qui fait partie de la  congrégation des Filles de Marie-Auxiliatrice. Durant la guerre civile syrienne, elle reste à Damas pour diriger une école et aider les enfants. En partenariat avec le Haut Commissariat des Nations unies pour les réfugiés, elle apporte également son soutien aux femmes de son pays. Par ailleurs, elle est nommée par l'ambassade des États-Unis auprès du Saint-Siège.
Le 29 mars 2017, elle reçoit de la première dame des États-Unis Melania Trump et du sous-secrétaire d’État aux affaires politiques Thomas A. Shannon, le prix international de la femme de courage